# Kim Anh (xã)
Kim Anh là một xã thuộc huyện Kim Thành, tỉnh Hải Dương, Việt Nam.

## Địa lý
Xã Kim Anh nằm ở phía đông huyện Kim Thành, có vị trí địa lý:
- Phía bắc giáp thị trấn Phú Thái
- Phía đông đắc và phía đông giáp xã Kim Liên
- Phía đông nam giáp xã Kim Tân
- Phía nam giáp xã Ngũ Phúc.

Xã Kim Anh có diện tích 4,87 km², dân số năm 1995 là 6.664 người, mật độ dân số đạt 1.368 người/km².

## Hành chính
Xã Kim Anh được chia thành 7 thôn: Văn Minh (trước là thôn Bất Nạo), Quyết Thắng, Tân Thành, Lễ Độ, Quang Khải, Phan Chi, Đồng Mỹ.